# Egbado North
Egbado North è una delle venti aree a governo locale (local government areas) in cui è suddiviso lo stato di Ogun, nella Repubblica Federale della Nigeria.
Si estende su una superficie di 2.087 km² e conta una popolazione di 181.826 abitanti.